# The Empire (serie de televisión)
The Empire (en hangul, 디 엠파이어: 법의 제국; RR: Di Empaieo: Beob-ui Jeguk) es una serie de televisión surcoreana dirigida por Yoo Hyeon-gi y protagonizada por Kim Sun-a, Ahn Jae-wook y Lee Mi-sook. Se emitió desde el 24 de septiembre hasta el 13 de noviembre de 2022 por el canal JTBC los sábados y domingos a las 22:35 horas (hora local coreana).

## Sinopsis
La serie narra un escándalo sobre las vidas de deseos e hipocresías guardadas en la fortaleza construida por la ley, así como la revelación de sus secretos y la caída de quienes los tienen. Las tres palabras clave de la serie son prestigio, privilegio y privacidad.

## Reparto

### Principal
- Kim Sun-a como Han Hye-ryul, jefa de la División Especial de la Fiscalía del Distrito Central de Seúl. Hija mayor de Han Gun-do y Ham Kwang-jeon, que ha heredado riqueza y poder a través de la ley.[4]
- Ahn Jae-wook como Na Geun-woo, profesor de la facultad de derecho, yerno de Han Gun-do y Ham Kwang-jeon y esposo de Han Hye-ryul, que esconde un secreto en su vida.[5]
- Lee Mi-sook como Ham Kwang-jeon, decana de la Facultad de Derecho de la Universidad de Minguk, hija de Ham Min-heon, esposa de Han Gun-do.[1]
- Song Young-chang como Han Gun-do, abogado que representa al bufete Ham & Lee, esposo de Ham Kwang-jeon.[1]
- Shin Goo como Ham Min Heon, padre de Ham Kwang-jeon, marido de Lee Ae-heon.[1]
- Oh Hyun-kyung como Lee Ae-heon, esposa de Ham Min Heon.[1]

### Secundario

#### Familia de Han Hye-ryul
- Kwon Ji-woo como Han Kang-baek, hijo de Han Hye-ryul, estudiante de la Facultad de Derecho de la Universidad de Minguk.[6]
- Kim Jung-woon como Han Moo-ryul, la segunda hija de Han Gun-do y Ham Kwang-jeon, jueza del Tribunal del Distrito Central.[6]
- Choi Jung-woon as Han Kang-ye, la hija menor de Na Geun-woo y Han Hye-ryul.[7]

#### Facultad de Derecho de la Universidad de Minguk
- Joo Se-bin como Hong Nan-hee, que sueña con salvar el mundo y salvar vidas. Después de la muerte de su padre, asistió a la Facultad de Derecho de la Universidad de Minguk.[8]
- Jung Jae-oh como Jung Kyung-yoon, estudiante de la facultad, inteligente y capaz, por lo que sus calificaciones siempre han estado en lo más alto. Tiene una personalidad brillante y amistosa, por lo que sus relaciones con profesores y amigos son fluidas.[9]
- Lee Ga-eun como Jang Ji-yi, estudiante de la facultad; es la única hija de Jang Il, y se ha relacionado con la familia de Hye-ryul desde la infancia. Nunca dudó de que algún día se casaría con Han Kang-baek.[10]
- Bang Joo-hwan como Yoo Hyun, que vive con su madre enferma e ingresa en la facultad de derecho por consejo de ella.[11]
- Kwon So-yi como Lee Ah-jeong, estudiante de la facultad y compañera de cuarto de Nan-hee. Tiene una personalidad tímida y no puede hacer mucho porque siempre está pendiente de los demás, pero conoce a Nan-hee (Joo Se-bin), de carácter diametralmente opuesta al suyo, y trata de abrir su corazón y ayudarla.[12]
- Kim Young-woong como Hwang Yong-ji, profesor de la facultad de Derecho, compañero de Minguk de Na Geun-woo, que enseña derecho penal y derecho procesal.[13]
- Kim Gyun-ha como Yoon Gu-ryung. Después del servicio militar, y de suspender repetidamente el examen de la barra, entra a estudiar en la facultad de Derecho, y va a clase con compañeros más jóvenes que él para obtener el grado; es un estudiante diferente, que es pasado por alto por los compañeros debido a su personalidad sensible y sombría.[14]

#### Fiscalía
- Lee Moon-sik como Jang Il, fiscal del Distrito Central de Seúl.[15]
- Kim Hyung-mook como Go Won-kyung, del Departamento de Investigación de Corrupción de la Oficina del Fiscal del Distrito Central de Seúl. Exmarido de Hye-ryul y padre biológico de Kang-baek.[15]
- Han Joon-woo como Oh Sung-hyun, fiscal de Investigación Anticorrupción de la Fiscalía del Distrito Central de Seúl.[16]
- Kwon Oh-kyung como oficial de investigación de la Fiscalía.[17]

#### Comisaría de policía
- Park Jin-woo como Ji Gu-won, oficial de policía judicial.[18]
- Woo Ji-hyun como Wang Jung-jin, detective de policía y compañero de Ji Gu-won en varias investigaciones.[19]

#### Otros
- Kim Won-hae como Do-pil / Ji Joon-gi, una persona llamada 'Jefe de la Rama'.[20]
- Tae In-ho como Nam Soo-hyuk, el brazo derecho de Gun-do.[20]
- Im Se-mi como Yoon Eun-mi, reportera de SBC TV. Como reportera, está llena de pasión, y aunque a veces cruza una línea peligrosa, tiene una fe inquebrantable.[21]
- Choi Jung-woo como el senior Ahn, oficial Superior de Asuntos Civiles de la Casa Azul.[6]
- Kim Hak-sun como el padre de Hong Nan-hee.[22]
- Jeong Ji-soon como el jefe Kim.

## Producción
La serie fue escrita por Oh Ja-kyu y planeada y producida por SLL (la nueva denominación adoptada desde abril de 2022 por JTBC Studios), con la coproducción de Celltrion Entertainment.
El 31 de agosto las casas productoras publicaron las primeras imágenes fijas de la misma.

## Audiencia
| Temporada | Temporada | Episodio número | Episodio número | Episodio número | Episodio número | Episodio número | Episodio número | Episodio número | Episodio número | Episodio número | Episodio número | Episodio número | Episodio número | Episodio número | Episodio número | Episodio número | Episodio número | Promedio |
| Temporada | Temporada | 1               | 2               | 3               | 4               | 5               | 6               | 7               | 8               | 9               | 10              | 11              | 12              | 13              | 14              | 15              | 16              | Promedio |
| --------- | --------- | --------------- | --------------- | --------------- | --------------- | --------------- | --------------- | --------------- | --------------- | --------------- | --------------- | --------------- | --------------- | --------------- | --------------- | --------------- | --------------- | -------- |
|           | 1         | 564             | 650             | 413             | 775             | 497             | 849             | 395             | 655             | 371             | 691             | 397             | —               | 608             | 467             | 600             | 832             | N/A      |

| Episodio | Fecha de emisión         | Índices de audiencia (Nielsen Korea) | Índices de audiencia (Nielsen Korea) |
| Episodio | Fecha de emisión         | Nacional                             | Seúl                                 |
| --- | ------------------------ | ------------------------------------ | ------------------------------------ |
| 1 | 24 de septiembre de 2022 | 2,399 % (4.ª)                        | 2,542 % (2.ª)                        |
| 2 | 25 de septiembre de 2022 | 3,003 % (3.ª)                        | 3,401 % (2.ª)                        |
| 3 | 1 de octubre de 2022     | 1,885 % (6.ª)                        | 2,042 % (4.ª)                        |
| 4 | 2 de octubre de 2022     | 3,414 % (2.ª)                        | 3,15 % (2.ª)                         |
| 5 | 8 de octubre de 2022     | 2,12 % (6.ª)                         | 2,195 % (4.ª)                        |
| 6 | 9 de octubre de 2022     | 3,883 % (2.ª)                        | 3,859 % (2.ª)                        |
| 7 | 15 de octubre de 2022    | 2,146 % (6.ª)                        | 1,803 % (8.ª)                        |
| 8 | 16 de octubre de 2022    | 2,917 % (2.ª)                        | 2,75 % (2.ª)                         |
| 9 | 22 de octubre de 2022    | 1,695 % (11.ª)                       | 1,562 % (10.ª)                       |
| 10 | 23 de octubre de 2022    | 3,062 % (2.ª                         | 2,757 % (4.ª)                        |
| 11 | 29 de octubre de 2022    | 1,844 % (9.ª)                        | —                                    |
| 12 | 5 de noviembre de 2022   | 1,573 % (13.ª)                       | —                                    |
| 13 | 6 de noviembre de 2022   | 2,844 % (2.ª)                        | 2,702 % (3.ª)                        |
| 14 | 12 de noviembre de 2022  | 2,115 % (9.ª)                        | —                                    |
| 15 | 13 de noviembre de 2022  | 2,811 % (4.ª)                        | 2,445 % (4.ª)                        |
| 16 | 13 de noviembre de 2022  | 4,036 % (2.ª)                        | 3,725 % (2.ª)                        |
| Promedio | Promedio                 | 2,609 %                              | —                                    |
| - En la tabla superior, aparecen en azul los índices más bajos, y en rojo los más altos. - Esta serie se emitió en un canal de cable o televisión de pago, que normalmente tiene una audiencia menor en comparación con las emisoras públicas o de televisión en abierto (KBS, SBS, MBC y EBS). |                          |                                      |                                      |